# Kaceřov u Kynšperka nad Ohří
Kaceřov (deutsch Katzengrün) ist eine Gemeinde in Tschechien. Sie liegt elf Kilometer westlich von Sokolov und gehört zum Okres Sokolov.

## Geographie

### Geographische Lage
Das in der Talmulde des Baches Libocký potok gelegene Dorf Kaceřov befindet sich an der Kulmer Schwelle (Chlumský práh) zwischen den südlichen Ausläufern des Erzgebirges, dem Egerbecken und dem Falkenauer Becken. Nördlich erhebt sich der Bučina (501 m) und östlich der von einem Aussichtsturm bestandene Drsný vrch (Mariahilf-Berg, 570 m).

### Gemeindegliederung
Die Gemeinde Kaceřov besteht aus den Ortsteilen Horní Pochlovice (Hau) und Kaceřov (Katzengrün).
Das Gemeindegebiet gliedert sich in die Katastralbezirke Horní Pochlovice und Kaceřov u Kynšperka nad Ohří.

### Nachbarorte
Nachbarorte sind Hluboká, Dolní Částkov und Znatava im Norden, Lítov im Nordosten, Chlum Svaté Maří im Osten, Libavské Údolí im Südosten, Horní Pochlovice, Liboc und Chotíkov im Süden, Nebanice im Südwesten, Hartoušov, Vackovec und Doubrava im Westen sowie Milhostov im Nordwesten.  
Die nordöstlich gelegenen Ansiedlungen Nový Dvůr (Neuhof) und Rusov (Reißengrün) fielen dem Braunkohlenabbau zum Opfer.

## Geschichte
Der Ort wurde im ersten Viertel des 14. Jahrhunderts im Zuge der deutschen Kolonisation des Gebiets von Eger gegründet. Die erste schriftliche Erwähnung von Jeczengrun erfolgte im Jahre 1312, als dem Kloster Waldsassen die Höfe zugeschrieben wurden. Später wurden als Besitzer die Herren von Hartenberg, die Egerer Bürgerfamilie Kager, Nikolaus Arnolt sowie das Geschlecht der Gätzengrüner genannt. Die Gätzengrüner übergaben ihren Besitz dem Waldsassener Kloster. Heinrich von Reißengrün bemühte sich ab 1383 ohne Erfolg um einen Rückkauf einer Hälfte des Dorfes für die von den Kreuzherren mit dem Roten Stern errichtete Pfarre in Kulm.
1470 erwarb das Geschlecht Pergler von Perglas die Herrschaft Gätzengrün. Götz Pergler machte Gätzengrün zu seinem Sitz. Nach 1500 erweiterte Wolf Pergler das Dorf, das sich nun beiderseits des Leibitschbaches ausdehnte. In dieser Zeit hat der Ort knapp über 100 Einwohner gehabt. Die Reformation erreichte Gätzengrün in der zweiten Hälfte des 16. Jahrhunderts. Das Geschlecht der Pergler und viele der Untertanen wurden evangelisch. Die Pfarre in Kulm blieb trotz des von den evangelischen Adelsgeschlechtern ausgeübten Druckes weiterhin katholisch. Dies veranlasste Johann Fabian Pergler und seinen Bruder Johann Matthias Pergler auf Littengrün zusammen mit Nikolaus Stolz von Simsdorf, am 4. Oktober 1618 den katholischen Pfarrer Matthäus Pantaleon Schlosser zu entführen und auf der Burg Elbogen zu arretieren, um einen evangelischen Pastor einzusetzen. Nach der Schlacht am Weißen Berg setzten die Kreuzherren wieder einen katholischen Priester ein. Die Herrschaften Gätzengrün und Littengrün wurden konfisziert und die Pergler mit dem Verlust eines Drittels ihres Vermögens bestraft. Nach dem Übertritt zum Katholizismus wurden sie 1628 begnadigt. 1651 hatte Gatzengrün 102 Einwohner und bestand aus 26 Häusern, einer herrschaftlichen Mühle, Schäferei und Brauerei. Der Ort bildete ein Mittelzentrum und das Gut besaß auch das Privileg der Peinlichen Gerichtsbarkeit. Wolf Kaspar von Pergler erwarb 1687 zu Gätzengrün noch das Gut Rauenkulm (Drsný Chlum) hinzu. Seine Nachfolger erweiterten 1747 den Besitz noch um Pochlowitz (Dolní Pochlovice), Leibitsch (Liboc) und den Neuhof (Nový Dvůr). 1680 und 1742 kam es zu Aufruhr unter den Untertanen. Zu Beginn des 18. Jahrhunderts wurde der Name Katzengrün gebräuchlich. Mit dem Bau der Straße von Erfurt nach Prag führte seit der ersten Hälfte des 18. Jahrhunderts eine bedeutende Handelsstraße durch Katzengrün. Zum Ende des 18. Jahrhunderts verkaufte Karl Anton Pergler, Vater des böhmischen Generals Karl Pergler von Perglas, Katzengrün an vier Untertanen und widmete sich, wie auch seine Nachfahren, seiner militärischen Laufbahn. 1843 hatte der Ort 583 Einwohner. 1846 kaufte der Egerer Kaufmann Josef August Hecht alle Anteile von Katzengrün auf.
Nach der Aufhebung der Patrimonialherrschaften bildete Katzengrün/Kaceřov ab 1850 einen Ortsteil der Gemeinde Maria Kulm im Bezirk Falkenau/Falknov. Bis ins 19. Jahrhundert prägte der Hopfen- und Flachsanbau den Ort. 1874 entstand die Gemeinde Katzengrün. In der zweiten Hälfte des 19. Jahrhunderts begann nordöstlich von Katzengrün der Braunkohlenabbau in der Grube Barbara. 1913 erfolgte die Betriebseinstellung auf der Zeche Barbara-Josef.
Nach dem Münchner Abkommen 1938 wurde Katzengrün dem Deutschen Reich zugeschlagen und gehörte bis 1945 zum Landkreis Falkenau an der Eger. Nach Kriegsende kam die Stadt zur Tschechoslowakei zurück und die Deutschen wurden vertrieben. Im Juli 1960 erfolgte die Eingemeindung von Horní Pochlovice.

## Persönlichkeiten
- Josef Friedrich Kohl (1908–1998), österreichisch-deutscher Indologe und Hochschullehrer

## Kultur und Sehenswürdigkeiten
- Schloss Kaceřov, 1770 umgebaut
- Mariensäule, an der Straße nach Chlum Svaté Maří
- barocke Plastik der hl. Dreifaltigkeit, geschaffen 1770